# تو هم مثل یک مرد فکر کن
تو هم مانند یک مرد فکر کن (به انگلیسی: Think Like a Man Too) یک فیلم کمدی رمانتیک آمریکایی محصول سال ۲۰۱۴ به کارگردانی تیم استوری که دنباله‌ای بر فیلم مثل یک مرد فکر کن (۲۰۱۲) محسوب می‌شود. داستان فیلم دربارهٔ زوج‌های جوانی در لاس وگاس است که قرار است باهم به تعطیلات عاشقانه آخر هفته بروند اما همه چیز به هم می‌ریزد و…
این فیلم در آمریکای شمالی ۶۵٫۲ میلیون دلار و در مناطق دیگر ۵ میلیون دلار به دست آورد که روی‌هم‌رفته ۷۰٫۲ میلیون دلار در سراسر جهان در مقابل بودجه ۲۴ میلیون دلاری به دست آورد.

## ساخت
فیلمبرداری اصلی در ژوئن ۲۰۱۳ در لاس وگاس آغاز شد.

## بازخوردها
- در راتن تومیتوز، این فیلم بر اساس رای ۸۱ نقد منتقد، با میانگین امتیاز ۴٫۸ از ۱۰، ۲۳٪ تأیید شده است.[۶]
- در متاکریتیک، این فیلم بر اساس رای ۳۰ منتقد، امتیاز ۳۸ از ۱۰۰ را کسب کرده است که نشان‌دهنده «بررسی‌های عموماً نامطلوب» است.[۷]
- در سینماسکور، تماشاگران به فیلم نمره متوسط "A-" در مقیاس A+ تا F دادند.[۸]
- کلسی گرمر برای بازی در این فیلم و چندین فیلم دیگر برنده جایزه تمشک طلایی برای بدترین بازیگر نقش مکمل مرد شد.[۹]